# アシュリー・ヤング
アシュリー・サイモン・ヤング（Ashley Simon Young, 1985年7月9日 - ）は、イングランド・ハートフォードシャー州スティーブニッジ出身のサッカー選手。EFLチャンピオンシップ・イプスウィッチ・タウン所属。元イングランド代表。ポジションはディフェンダー、ミッドフィールダー、フォワード。
弟のルイス・ヤングもクローリー・タウンFCに所属していた元サッカー選手である。

## クラブ経歴

### ワトフォード
2000年から所属したワトフォードのアカデミーでは目立った活躍こそできなかったものの、選手としての実力の研鑽に励んだ結果が評価され、最終的には同クラブからプロ契約を提示されるに至った。トップチームへのデビューを果たしたのはレイ・レウィングトンが指揮を執っていた2003年9月のミルウォール戦であり、途中出場ながらゴールを決めた。デビューシーズンは5試合に出場し、途中出場した全ての試合でゴールした結果合計で3ゴールを挙げ、リーグカップの試合では初の先発出場を果たした。翌シーズンはチャンピオンシップの試合に34試合出場し、得点こそ挙げられなかったものの幾つかのアシストを記録した。シーズン終了後にはクラブの最優秀若手選手に選出され、このシーズンはヤングにとって飛躍の一年となった。
エイディ・ブースロイド政権下の2005-06シーズンにはフォワードとして起用され、リーグ戦41試合にスタメン出場し、公式戦で15得点を決めた。プレーオフ準決勝のクリスタル・パレス戦でもゴールを挙げる活躍を見せ、決勝ではリーズ・ユナイテッドを3-0で降し、クラブのプレミアリーグ昇格に貢献した。
2006-07シーズンには、フラム戦での終了間際のロングシュートを含め3ゴールを決めた。冬の移籍期間に3クラブから500万ポンドでの獲得のオファーが届いたが、ワトフォードはすべて拒否した。またあるクラブからはワトフォードに700万ポンドでのオファーが提示されたものの、これもワトフォード側が拒否している。ウェストハムからは1000万ポンド近くの移籍金でのオファーが届いたが、ヤング自身が移籍することを拒み、リーグの残留争いとは無縁のクラブからのオファーを待つことになった。

### アストン・ヴィラ

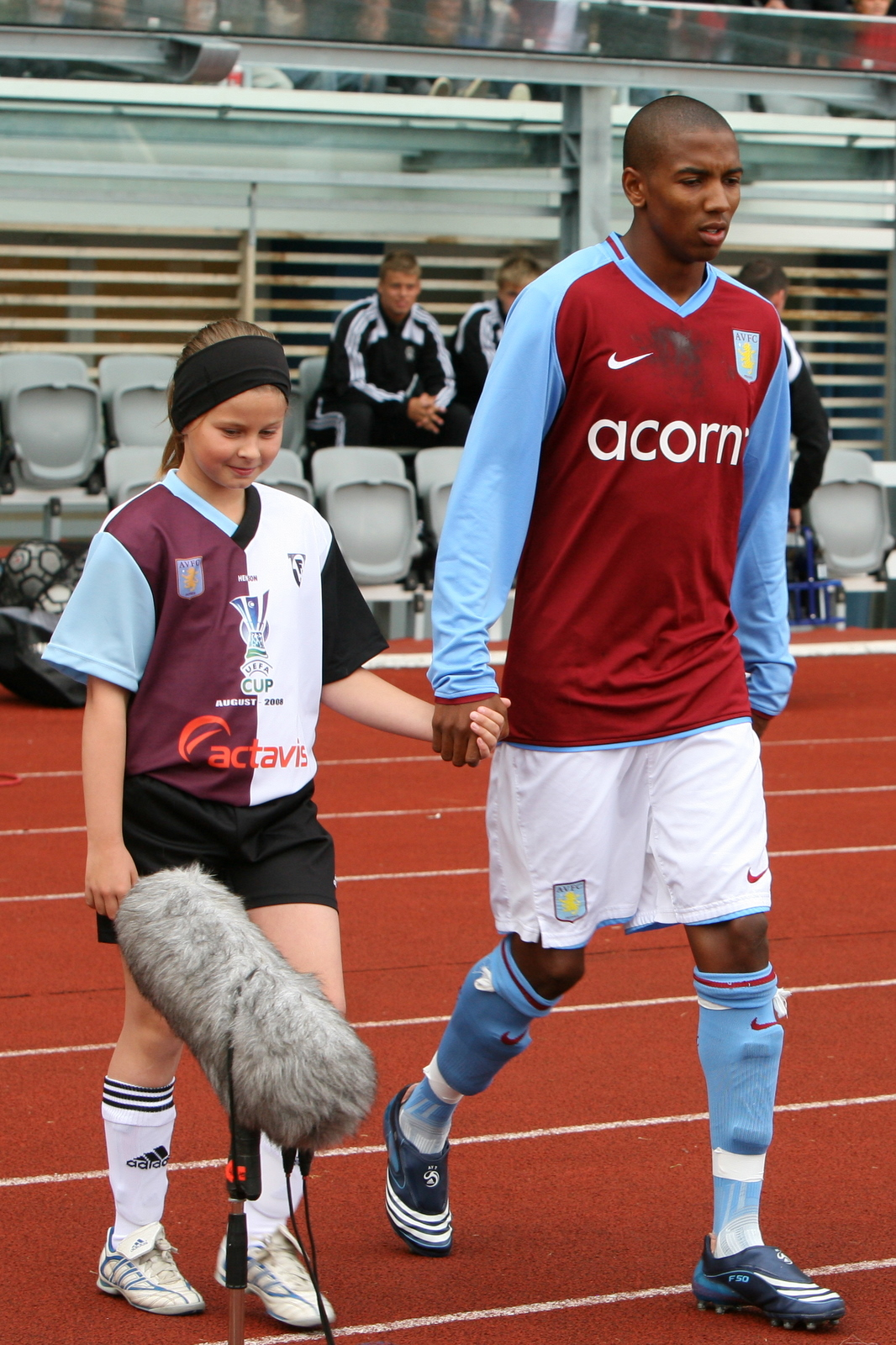
アストン・ヴィラ時代のヤング

2007年1月18日、クラブ記録となる800万ポンドのオファーを受け入れ、ワトフォードはアストン・ヴィラの監督であるマーティン・オニールやクラブ関係者がヤングと直接交渉を行うことを許可した。2日後にオニールはヤングがクラブに加入することを確認した。1月21日にメディカルチェックをパスし、同月23日に契約を結んだ。アストン・ヴィラでのデビュー戦となった同月31日のニューカッスル戦には1-3で敗戦したものの、ヤング自身はゴールを決めた。2007-08シーズンには数試合でマン・オブ・ザ・マッチに選ばれる活躍を見せ、イングランド代表にも選出された。
2008年4月20日のバーミンガム戦では、2ゴール、2アシストの活躍をし、インタートトカップのオーデンセBK戦でもゴールを決め、クラブのUEFAカップの出場権獲得に貢献した。
プレミアリーグの2007-08シーズンのアシストランキングではセスク・ファブレガスの20アシストに次いで17アシストを記録した。リーグのベストイレブンにも選出され、フィールドプレイヤーでは唯一、当時ビッグ4と呼ばれたマンチェスター・ユナイテッド、アーセナル、チェルシー、リヴァプールの4クラブ以外からの選出となった。
2008年10月10日、月間最優秀選手賞を受賞した。同年4月にも同賞を受賞しており、クリスティアーノ・ロナウド、ウェイン・ルーニー、スティーヴン・ジェラードらに並び同賞を複数回受賞した選手となった。3-2で勝利した2008年12月7日のエヴァートン戦では2ゴールを挙げ、その内の1ゴールはアディショナル・タイムに決めた決勝ゴールであり、試合後の記者会見では監督のオニールをして「ワールドクラスの選手である」と言わしめた。2008年11月4日に2012年までの契約延長にサインした。2009年12月にはオニールとともに月間最優秀監督賞、選手賞をそれぞれ受賞し、3度プレミアリーグの月間最優秀選手に選ばれた初めての選手となった。2009年1月19日のサンダランド戦では、ディーン・ホワイトヘッドに2度ファウルし退場処分を受けた。スティーヴン・アイルランド、アーロン・レノン、ガブリエル・アグボンラホールらを抑え、PFAの年間最優秀若手選手に選ばれた。

### マンチェスター・ユナイテッド

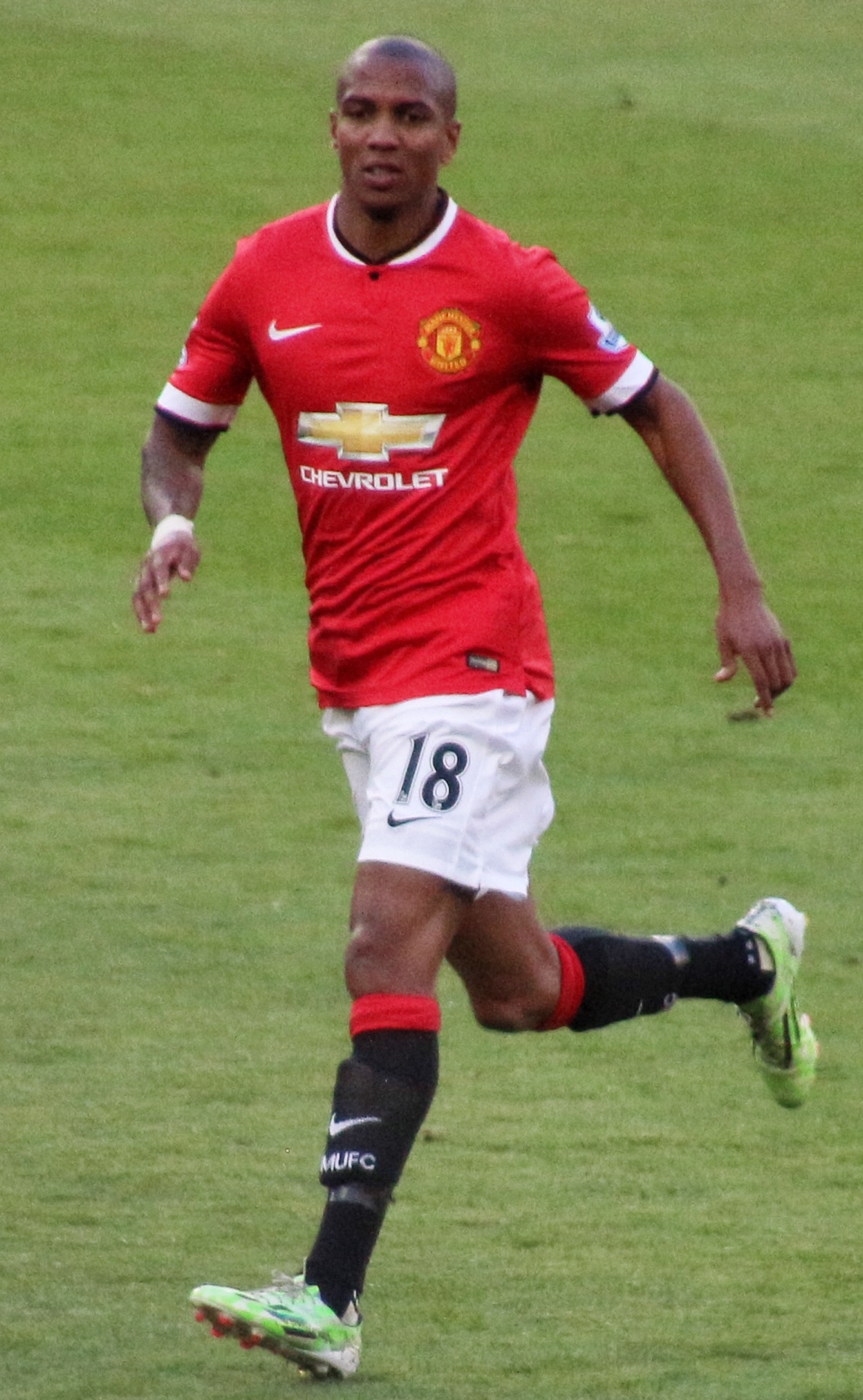
マンチェスター・ユナイテッドでのヤング（2015年）

数週間に渡って移籍に関する報道がなされたが、2011年6月22日、メディカルチェックを受けるためにマンチェスターへ移動し、翌日にマンチェスター・ユナイテッドと5年間の契約を結んだ。同じサイドハーフのポジションではアントニオ・バレンシアとナニとポジション争いをし、2012-13シーズンにはマンチェスター・ユナイテッドのリーグ優勝に貢献した。2017-18シーズンからは左サイドバックにコンバートされ、好調を維持し、クラブとの契約を2019年まで延長した。2018-19シーズンはバレンシアが怪我を負ったこともあり右サイドバックとしてプレーした。2019年4月16日にUEFAチャンピオンズリーグのバルセロナ戦を0-4で落として敗退したことを契機にサポーターから人種差別を受けた。2019-20シーズンにユナイテッドの新キャプテンに就任した。しかしサイドバックのポジションは控えに格下げになり、2020年1月にはインテル・ミラノからの関心も報じられた。

### インテル
2020年1月17日、インテル・ミラノと2019-20シーズン終了までの契約を締結したことが発表された。デビュー戦となったカリアリ戦でいきなりラウタロ・マルティネスのゴールをアシストした。2月16日、ラツィオ戦で移籍後初ゴールを決めるもその後逆転を許し1-2で敗れた。リーグ最終節のアタランタ戦でもゴールを決めるなど、リーグ戦4ゴールを挙げ、チームリーグ戦の2位確保に貢献した。

### アストン・ヴィラ
2021年6月18日、アストン・ヴィラと1年契約を締結したことが発表された。インテルとの契約が満了した 7月1日に正式にアストン・ヴィラに加入。
2021-22シーズン終了後に契約満了となったが、2022年7月4日、クラブと2023年夏までの1年契約で再契約を結んだ。7月27日、ジョン・マッギンはゲームキャプテンに指名され、ヤングはクラブキャプテンに指名された。
2022年10月10日、プレミアリーグ第11節、ノッティンガム・フォレスト戦に左サイドバックでスタメン出場。約22メートルの位置からミドルシュートを決め、ヴィラでのゴールは2011年以来、11年ぶりのゴールを決めた。このゴールはプレミアリーグの試合におけるクラブ史上2番目に高齢な37歳と93日でのゴールとなった。なお、最高齢記録は、元デンマーク代表GKのピーター・シュマイケルの37歳と336日という記録のためフィールドプレーヤーとしては最高齢記録である。

### エヴァートン
2023年7月13日、契約を満了してフリーとなっていたヤングはエヴァートンに1年契約で加入した。なお、エヴァートンを指揮するショーン・ダイチ監督はヤングがプロデビューしたワトフォードで当時キャプテンを担っていた。

### イプスウィッチ・タウン
2025年7月23日、イプスウィッチ・タウンに1年契約で移籍した。

## 代表経歴
スティーブ・マクラーレン監督により、EURO2008予選のロシア代表、イスラエル代表戦に臨むメンバーに選ばれ、EURO2008予選のエストニア代表、ロシア代表戦のメンバーにも選出された。A代表デビューとなったのは、2007年11月16日のオーストラリア代表との親善試合であり、後半から出場した。2011年2月10日のデンマークとの親善試合で、決勝点となる代表初ゴールを挙げた。同年9月6日のUEFA EURO 2012予選のウェールズ戦でも決勝点を挙げた。
2018FIFAワールドカップロシア大会ではイングランドのベスト4入りに貢献した。

## 人物および私生活

### 家族
ハートフォードシャーのスティーブニッジにて、ジャマイカ出身の父ルーサーとイングランド人の母シャロンの間に四人兄弟の次男として生まれた。兄のマーティンは現在はサッカー選手ではないが、過去にプロを目指していた時期があった。一方三男のルイス・ヤングは2008年に兄アシュリーと同じくワトフォードFCのアカデミーからトップチームへと昇格した後、幾つかのクラブを経て現在はクローリー・タウンFCでフォワードまたは右ウインガーとしてプレイしている。四男のカイルはプロ選手を2009年4月までアーセナルFCのアカデミーに所属していた。三男のルイス曰く、アシュリーはサッカー選手として成功した後も、弟の成功のために親身になってアドバイスをしているとのことである。
学生時代から付き合っていたパートナーであるニッキー・パイクとの間には二人の子供、長男のタイラーと長女のエリアーナが生まれている。2011年、アシュリーとニッキーはハートフォードシャーの五ツ星ホテルであるザ・グローブ・ワトフォードにて20万ポンドの予算で挙式を計画していたが、式本番の二日前にアシュリーが式をキャンセルし、結婚の話は白紙に戻った。その後、2015年6月20日、アシュリーとニッキーの二人は正式に結婚し、バッキンガムシャーのストーク・パレス・ホテルで挙式した。この結婚式は身内とごく親しい友人だけで行われており、サッカー関係者では元サッカー選手のファブリス・ムアンバ、スティリアン・ペトロフのみが参加した

### サッカーへの情熱
アシュリーは5歳の頃からサッカーに熱中し、兄弟とともにサッカー遊びに明け暮れた。10歳の時にアシュリーがボールで白鳥の装飾品を壊してしまったために家の中でボール遊びを禁止されるまでは家の中でもサッカーをしていた他、少年時代は日が沈んでボールが殆ど見えなくなる時間帯まで公園でのサッカーに打ち込んでいた。
スティーブニッジが大ロンドンの北に位置していることもあり、両親は北ロンドンに本拠地を有するトッテナム・ホットスパーFC、兄弟はそのライバルチームであるアーセナルFCと、親子でそれぞれ相敵対するチームのサポーターとなった。ヤングは1990年代のアーセナルFCで活躍したイアン・ライトに憧れ、寝室にもイアン・ライトのポスターを張るなどしていた。

### 社会貢献運動

#### 反レイシズム
2009年にヤングは競技サッカー・教育機関・地域社会におけるレイシズム（民族的偏見や人種的偏見）および差別の撲滅を訴える団体として知られるキック・イット・アウトのアンバサダーに就任した。団体が開催したイベントでのインタビュー中、ヤングは12歳の頃に少年サッカーの試合で他チームの選手から人種差別を受けた過去を告白した。ヤングは団体の活動に参加した理由について、「（父が差別を受けてきた時代のイングランドに比べれば）差別の状況はましになってはきている。だけど、もし自分が受けたような差別を他の小さな子供達が経験しなくて済むように何かができたらと思っているし、幸いなことに、僕にはできることがある。（差別を受ける可能性のある子供達には）成功した人生を歩むための見本が必要だし、それが僕がこの団体に加わった理由だよ。」と語っている。

#### エボラ出血熱撲滅運動
2014年の西アフリカエボラ出血熱流行を受け、西アフリカのシエラレオネ出身で2014年当時チェルシーFCからバーンリーFCへとレンタルされていたナサニエル・チャロバーは、エボラ出血熱に罹った西アフリカのストリートチルドレンを救うためのチャリティーを開始した。チャロバーはロンドンに事務所を構えるチャリティー団体であるストリート・チャイルドの協力を得て、基金設立を目的とした募金への協力を呼び掛けるKick Ebola Outというキャンペーンを始めた。このキャンペーンは募金への参加を呼び掛ける動画をSNSに投稿する形態のもので、動画に登場する投稿者がサッカーボールを用いたリフティング等のテクニックをカメラの前で披露し、かつ次に同様の動画を投稿する友人を指名するルールで行われた。チャロバーはキャンペーンの始まりとなった自身の投稿で数人のサッカー選手を次の投稿者として指名したが、このうち当時ハル・シティAFCのキャプテンを務めていたカーティス・デイヴィスが投稿を承諾した。公開された動画の中ではヤングも指名され、ヤングは12月14日にフェイスブック上で動画を公開した。動画は18万回再生されるなど反響を呼び、キャンペーンの拡大に繋がった。

### その他
スティーブニッジのザ・ジョン・ヘンリー・ニューマン・スクールの同期生にF1ドライバーのルイス・ハミルトンがおり、同じチームでサッカーをしていたことがある。

## 個人成績

### クラブでの成績
2023年7月14日現在
| クラブ            | シーズン       | リーグ戦           | リーグ戦 | リーグ戦 | カップ戦 | カップ戦 | リーグ杯 | リーグ杯 | 国際大会 | 国際大会 | その他 | その他 | 通算 | 通算 |
| クラブ            | シーズン       | ディビジョン       | 出場     | 得点     | 出場     | 得点     | 出場     | 得点     | 出場     | 得点     | 出場   | 得点   | 出場 | 得点 |
| ----------------- | -------------- | ------------------ | -------- | -------- | -------- | -------- | -------- | -------- | -------- | -------- | ------ | ------ | ---- | ---- |
| ワトフォード      | 2003-04        | ディビジョン1      | 5        | 3        | 0        | 0        | 1        | 0        | -        | -        | -      | -      | 6    | 3    |
| ワトフォード      | 2004-05        | チャンピオンシップ | 34       | 0        | 0        | 0        | 4        | 0        | -        | -        | -      | -      | 38   | 0    |
| ワトフォード      | 2005-06        | チャンピオンシップ | 39       | 13       | 0        | 0        | 1        | 1        | -        | -        | 3      | 1      | 43   | 15   |
| ワトフォード      | 2006-07        | プレミアリーグ     | 20       | 3        | 1        | 0        | 2        | 1        | -        | -        | -      | -      | 23   | 4    |
| ワトフォード      | 通算           | 通算               | 98       | 19       | 1        | 0        | 8        | 2        | -        | -        | 3      | 1      | 110  | 22   |
| アストン・ヴィラ  | 2006-07        | プレミアリーグ     | 13       | 2        | -        | -        | -        | -        | -        | -        | -      | -      | 13   | 2    |
| アストン・ヴィラ  | 2007-08        | プレミアリーグ     | 37       | 9        | 1        | 0        | 1        | 0        | -        | -        | -      | -      | 39   | 9    |
| アストン・ヴィラ  | 2008-09        | プレミアリーグ     | 36       | 7        | 3        | 0        | 1        | 0        | 8        | 2        | -      | -      | 48   | 9    |
| アストン・ヴィラ  | 2009-10        | プレミアリーグ     | 37       | 5        | 6        | 2        | 5        | 2        | 2        | 0        | -      | -      | 50   | 9    |
| アストン・ヴィラ  | 2010-11        | プレミアリーグ     | 34       | 7        | 2        | 0        | 3        | 2        | 1        | 0        | -      | -      | 40   | 9    |
| アストン・ヴィラ  | 通算           | 通算               | 157      | 30       | 12       | 2        | 10       | 4        | 11       | 2        | -      | -      | 190  | 38   |
| マンチェスター・U | 2011-12        | プレミアリーグ     | 25       | 6        | 0        | 0        | 0        | 0        | 7        | 2        | 1      | 0      | 33   | 8    |
| マンチェスター・U | 2012-13        | プレミアリーグ     | 19       | 0        | 2        | 0        | 0        | 0        | 2        | 0        | -      | -      | 23   | 0    |
| マンチェスター・U | 2013-14        | プレミアリーグ     | 20       | 2        | 0        | 0        | 2        | 1        | 8        | 0        | 0      | 0      | 30   | 3    |
| マンチェスター・U | 2014-15        | プレミアリーグ     | 26       | 2        | 3        | 0        | 0        | 0        | -        | -        | -      | -      | 29   | 2    |
| マンチェスター・U | 2015-16        | プレミアリーグ     | 18       | 1        | 1        | 0        | 2        | 0        | 5        | 0        | -      | -      | 26   | 1    |
| マンチェスター・U | 2016-17        | プレミアリーグ     | 12       | 0        | 3        | 0        | 1        | 0        | 7        | 0        | 0      | 0      | 23   | 0    |
| マンチェスター・U | 2017-18        | プレミアリーグ     | 30       | 2        | 4        | 0        | 0        | 0        | 4        | 0        | 0      | 0      | 38   | 2    |
| マンチェスター・U | 2018-19        | プレミアリーグ     | 30       | 2        | 3        | 0        | 1        | 0        | 7        | 0        | -      | -      | 41   | 2    |
| マンチェスター・U | 2019-20        | プレミアリーグ     | 12       | 0        | 1        | 0        | 2        | 0        | 3        | 1        | -      | -      | 18   | 1    |
| マンチェスター・U | 通算           | 通算               | 192      | 15       | 17       | 0        | 8        | 1        | 43       | 3        | 1      | 0      | 261  | 19   |
| インテル・ミラノ  | 2019-20        | セリエA            | 18       | 4        | 2        | 0        | -        | -        | 5        | 0        | -      | -      | 25   | 4    |
| インテル・ミラノ  | 2020-21        | セリエA            | 26       | 1        | 3        | 0        | -        | -        | 5        | 0        | -      | -      | 34   | 1    |
| インテル・ミラノ  | 通算           | 通算               | 44       | 5        | 5        | 0        | -        | -        | 10       | 0        | -      | -      | 59   | 5    |
| アストン・ヴィラ  | 2021-22        | プレミアリーグ     | 24       | 0        | 0        | 0        | 1        | 0        | -        | -        | -      | -      | 25   | 0    |
| アストン・ヴィラ  | 2022-23        | プレミアリーグ     | 29       | 1        | 1        | 0        | 2        | 0        | -        | -        | -      | -      | 32   | 1    |
| アストン・ヴィラ  | 通算           | 通算               | 53       | 1        | 1        | 0        | 3        | 0        | -        | -        | -      | -      | 57   | 1    |
| キャリア総通算    | キャリア総通算 | キャリア総通算     | 544      | 70       | 36       | 2        | 29       | 7        | 64       | 5        | 4      | 1      | 677  | 85   |

1. ↑  昇格プレーオフ
2. ↑  UEFAインタートトカップ2試合に出場し1得点、UEFAカップに6試合出場して1得点を記録
3. 1 2 3 4 5  UEFAヨーロッパリーグ
4. ↑  UEFAチャンピオンズリーグに3試合出場し1得点、UEFAヨーロッパリーグに4試合出場し1得点を記録
5. ↑  FAコミュニティ・シールド
6. 1 2 3 4 5 6  UEFAチャンピオンズリーグ

## 代表歴

### 出場大会
- イングランド代表
  - 2018 FIFAワールドカップ

### 試合数
- 国際Aマッチ 39試合 7得点（2007年-2018年）[38]

| イングランド代表 | 国際Aマッチ | 国際Aマッチ |
| 年               | 出場        | 得点        |
| ---------------- | ----------- | ----------- |
| 2007             | 1           | 0           |
| 2008             | 3           | 0           |
| 2009             | 3           | 0           |
| 2010             | 4           | 0           |
| 2011             | 7           | 4           |
| 2012             | 9           | 2           |
| 2013             | 3           | 1           |
| 2017             | 1           | 0           |
| 2018             | 8           | 0           |
| 通算             | 39          | 7           |

### 得点
| No. | 日時          | 会場                                         | 試合数 | 対戦相手国   | スコア | 結果 | 試合概要              |
| --- | ------------- | -------------------------------------------- | ------ | ------------ | ------ | ---- | --------------------- |
| 1   | 2011年2月9日  | コペンハーゲン, パルケン・スタディオン       | 12     | デンマーク   | 2-1    | 2-1  | 親善試合              |
| 2   | 2011年6月4日  | ロンドン, ウェンブリー・スタジアム           | 15     | スイス       | 2-2    | 2-2  | EURO 2012・予選       |
| 3   | 2011年9月6日  | ロンドン, ウェンブリー・スタジアム           | 17     | ウェールズ   | 1-0    | 1-0  | EURO 2012・予選       |
| 4   | 2011年10月7日 | ポドゴリツァ, スタディオン・ポド・ゴリツォム | 18     | モンテネグロ | 1-0    | 2-2  | EURO 2012・予選       |
| 5   | 2012年2月29日 | ロンドン, ウェンブリー・スタジアム           | 19     | オランダ     | 2-2    | 2-3  | 親善試合              |
| 6   | 2012年5月26日 | オスロ, ウレヴォール・スタディオン           | 20     | ノルウェー   | 1-0    | 1-0  | 親善試合              |
| 7   | 2013年3月22日 | セラヴァッレ, サンマリノ・スタジアム         | 28     | サンマリノ   | 4-0    | 8-0  | ブラジルW杯・欧州予選 |

## タイトル

### クラブ
マンチェスター・ユナイテッドFC
- プレミアリーグ：1回 (2012-13)
- FAカップ：1回 (2015-16)
- FAコミュニティ・シールド：3回 (2011, 2013, 2016)
- フットボールリーグカップ：2016-17
- UEFAヨーロッパリーグ：2016-17

インテル・ミラノ
- セリエA：1回 (2020-21)

### 個人
- PFA年間最優秀若手選手賞：1回 (2008-09)